# Siphonodentalium longilobatum
Siphonodentalium longilobatum är en blötdjursart som först beskrevs av Charles Hercules Boissevain 1906.  Siphonodentalium longilobatum ingår i släktet Siphonodentalium och familjen Gadilidae. Inga underarter finns listade i Catalogue of Life.